# Urijib-e saneun namja
Urijib-e saneun namja (우리집에 사는 남자?, lett. L'uomo che vive in casa nostra; titolo internazionale Sweet Stranger and Me, conosciuta anche come The Man Living in Our House) è una serie televisiva sudcoreana trasmessa su KBS2 dal 24 ottobre al 13 dicembre 2016, basata sull'omonimo webtoon di Yoo Hyun-sook.

## Trama
Tornata a casa all'improvviso, l'assistente di volo Hong Na-ri scopre che il marito della madre defunta, Go Nan-gil, ha deciso di andarci a vivere: il problema è che l'uomo è tre anni più giovane di lei. Go Nan-gil inizia a gestire il negozio di ravioli ereditato dalla defunta moglie, il cui terreno è molto ambito da un'impresa edile, che vuole costruirvi un resort.

## Personaggi
- Hong Na-ri, interpretata da Soo Ae
- Go Nan-gil, interpretato da Kim Young-kwang
- Kwon Deuk-bong, interpretato da Lee Soo-hyuk
- Do Yeo-joo, interpretata da Jo Bo-ah
- Jo Dong-jin, interpretato da Kim Ji-hoon
- Shin Jung-im, interpretata da Kim Mi-sook
- Shin Jeong-nam, interpretato da Kim Ha-kyun
- Hong Sung-kyu, interpretato da Noh Yeong-guk
- Lee Yong-gyoo, interpretato da Ji Yoon-ho
- Park Joon, interpretato da Lee Kang-min
- Kang Han-yi, interpretato da Jung Ji-hwan
- Kwon Duk-shim, interpretata da Shin Se-hwi
- Presidente Kwon, interpretato da Choi Jong-won
- Hwa-yeon, interpretata da Lee Kyung-shim
- Kwon Soon-rye, interpretato da Jung Kyung-soon
- Bae Byung-woo, interpretato da Park Sang-myun
- Kim Wan-shik, interpretato da Woo Do-hwan
- Yoo Shi-eun, interpretata da Wang Bit-na
- Jang Yeon-mi, interpretata da Kim Jae-in
- Park Seon-kyung, interpretata da Yoo An-na

## Ascolti
| Episodio | Data di trasmissione | Dati TNMS           | Dati TNMS                  | Dati AGB            | Dati AGB                   |
| Episodio | Data di trasmissione | A livello nazionale | Area metropolitana di Seul | A livello nazionale | Area metropolitana di Seul |
| -------- | -------------------- | ------------------- | -------------------------- | ------------------- | -------------------------- |
| 1        | 24 ottobre 2016      | 8,2%                | 9,5%                       | 9,0%                | 9,1%                       |
| 2        | 25 ottobre 2016      | 9,9%                | 11,2%                      | 10,6%               | 10,7%                      |
| 3        | 31 ottobre 2016      | 6,6%                | 8,2%                       | 7,4%                | 8,0%                       |
| 4        | 1 novembre 2016      | 7,0%                | 7,3%                       | 8,5%                | 9,0%                       |
| 5        | 7 novembre 2016      | 5,9%                | 6,7%                       | 7,5%                | 7,7%                       |
| 6        | 8 novembre 2016      | 4,6%                | 5,4%                       | 6,4%                | 6,9%                       |
| 7        | 14 novembre 2016     | 4,2%                | 4,4%                       | 4,5%                | 4,9%                       |
| 8        | 15 novembre 2016     | 4,6%                | 4,9%                       | 4,7%                | 4,6%                       |
| 9        | 21 novembre 2016     | 5,1%                | N.D.                       | 3,7%                | N.D.                       |
| 10       | 22 novembre 2016     | 4,4%                | N.D.                       | 3,9%                | N.D.                       |
| 11       | 28 novembre 2016     | 3,4%                | N.D.                       | 4,3%                | N.D.                       |
| 12       | 29 novembre 2016     | 3,2%                | N.D.                       | 3,5%                | N.D.                       |
| 13       | 5 dicembre 2016      | 3,5%                | N.D.                       | 4,1%                | N.D.                       |
| 14       | 6 dicembre 2016      | 3,3%                | N.D.                       | 3,4%                | N.D.                       |
| 15       | 12 dicembre 2016     | 2,9%                | N.D.                       | 3,5%                | N.D.                       |
| 16       | 13 dicembre 2016     | 3,2%                | N.D.                       | 4,0%                | N.D.                       |
| Media    | Media                | 5,0%                | N.D.                       | 5,6%                | N.D.                       |

## Colonna sonora
1. Fool (바보야) – Kim Jong-kook
2. Going Through Your Heart (니 맘에 들어갈래) – Henry Lau feat. Mark (NCT)
3. Want (원해) – Cho PD, JeA (Brown Eyed Girls)
4. Slowly, Little By Little (소소하게 조금씩) – Junggigo, Dawon (Cosmic Girls)
5. Still Love (그래도 사랑) – Im Se-jun
6. You and I (너랑 나랑) – Heo Sol-ji (EXID)
7. Still Love (Acoustic Ver.) (그래도 사랑 (Acoustic Ver.)) – Im Se-jun
8. When The First Snow Falls ('Miss You Much' 2nd Story) – The Ade

## Riconoscimenti
| Anno | Premio           | Categoria                                       | Ricevente       | Risultato   |
| ---- | ---------------- | ----------------------------------------------- | --------------- | ----------- |
| 2016 | KBS Drama Awards | Premio all'eccellenza, attore in una miniserie  | Kim Young-kwang | Candidato/a |
| 2016 | KBS Drama Awards | Premio all'eccellenza, attrice in una miniserie | Soo Ae          | Candidato/a |
| 2016 | KBS Drama Awards | Premio all'eccellenza, attrice in una miniserie | Jo Bo-ah        | Candidato/a |